# Relaciones Bulgaria-Estados Unidos

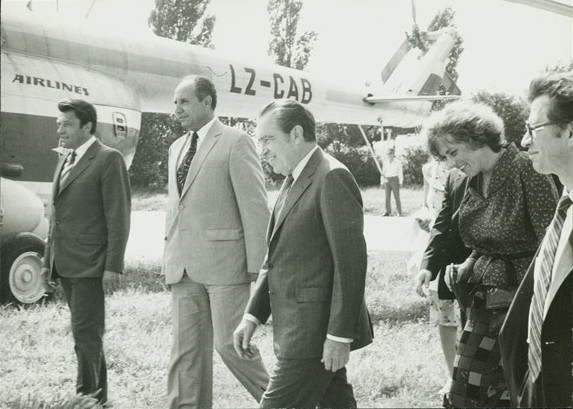
El expresidente de los Estados Unidos Richard Nixon y Elena Poptodorova durante su visita a Varna, Bulgaria, julio de 1982.

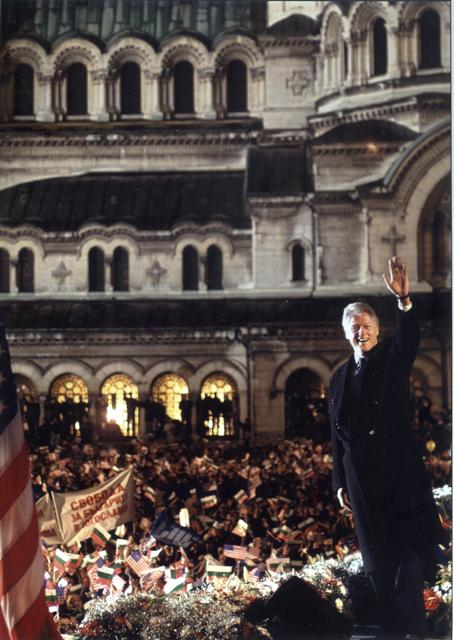
Presidente Bill Clinton, el primer presidente en funciones de los Estados Unidos en visitar Bulgaria, frente a Catedral Alexander Nevsky, Sofía, noviembre de 1999.

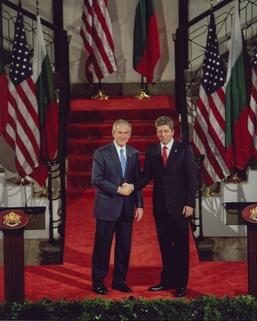
Presidente de los Estados Unidos George W. Bush y Presidente búlgaro Georgi Parvanov, Museo Arqueológico Nacional, Sofía, junio de 2007.

Las relaciones Bulgaria-Estados Unidos son las relaciones diplomáticas entre Bulgaria y Estados Unidos. Las relaciones búlgaro-estadounidenses, establecidas formalmente por primera vez en 1903, han ido cambiando desde la actividad misionera y del apoyo estadounidense a la independencia de Bulgaria a fines del siglo XIX, al el crecimiento del comercio y el comercio a principios del siglo XX, a la hostilidad reacia durante Primera Guerra Mundial y a la guerra abierta y al bombardeo en la Segunda Guerra Mundial, a la confrontación ideológica durante la Guerra Fría, a asociarse con los Estados Unidos en la OTAN y tener crecientes vínculos políticos, militares y económicos a principios del siglo XXI.
De acuerdo con el Informe de liderazgo global de Estados Unidos de 2012, el 32% de búlgaros aprueba el liderazgo de Estados Unidos, con un 16% de desaprobación y un 52% de incertidumbre.

## Comparación de países
|                       | Bulgaria | Estados Unidos |
| --------------------- | --- | --- |
| Población             | 7.606.551 | 309.000.0000 |
| Area                  | 110.910 km² | 9.826.630 km² |
| Densidad de población | 68,9 /km² | 31/km² |
| Capital               | Sofía | Washington D. C. |
| Mayor ciudad          | Sofía - 1.402.471 (1.449.277 Metro) | Nueva York - 8.363.710 (19.006.798 Metro)                                                                                  |
| Gobierno              | República parlamentaria | República federal presidencial constitucional                                                                              |
| Año de fundación      | 681 | 1776 |
| Primer líder          | Khan Asparuh | George Washington |
| Líder actual          | Rumen Radev | Donald Trump |
| Lenguas oficiales     | Búlgaro | Inglés (de facto) |
| Religión principal    | 82,64% cristianos ortodoxos, 12,20% Islam, 0,55% católicos, 0,53% protestantes, 0,19% Otros, 3,57% no se identifican con ninguna, 0,31% NS/NC | 75% cristianos, 20% no religiosos, 2% judíos 1% budistas 1% Islam                                                          |
| Grupos étnicos        | 84% búlgaros, 8,8% turcos, 4,9% gitanos y 2% otros grupos                                                                                     | 62,1% blancos, 17,4% hispanos o latinos (of any race), 13,5% negros, 5,4% asiáticos, 1,4% nativos americanos o polinesios. |
| PIB                   | $ 48,957 miles de millones ($6.927 per cápita)(2016)                                                                                          | $ 17,900 miles de millones ($55.904 per cápita)(2015 estimación)                                                           |

## Desde los primeros contactos hasta 1919.

### Misioneros y escuelas estadounidenses en Bulgaria.
El primer contacto entre estadounidenses y búlgaros a principios del siglo XIX fue a través de libros estadounidenses y misioneros estadounidenses. La primera literatura estadounidense que se tradujo al búlgaro fue la introducción de Benjamin Franklin a Poor Richard's Almanac, "The Way to Wealth", en 1837. En 1839, una sociedad religiosa protestante, La Junta Americana de Comisionados para Misiones Extranjeras, envió a los primeros misioneros protestantes al Imperio Otomano, donde el gobierno otomano le había dado permiso para predicar a la población cristiana a uno de estos misioneros, Elías Riggs, que aprendió búlgaro y publicó la primera guía de la gramática búlgara para extranjeros en 1843. A fines de la década de 1850, los misioneros estadounidenses imprimieron y distribuyeron una versión de la Biblia en la lengua vernácula búlgara. Charles Morse publicó un libro de texto completo de la gramática búlgara en 1860, y compiló el primer diccionario búlgaro-inglés.
En 1860, la primera escuela estadounidense (hoy llamada American College of Sofia) fue fundada en Plovdiv por misioneros de la Iglesia congregacional. Además de la instrucción bíblica, enseñó matemáticas, química, física y el idioma inglés. En 1863, se abrió una escuela para mujeres jóvenes en Stara Zagora. Las dos escuelas se fusionaron y se mudaron a Samokov en 1869. La Escuela Americana de Samokov ofreció una educación de estilo estadounidense, enseñada en inglés a los búlgaros.
El Robert College, una rama de la Universidad Estatal de Nueva York, también desempeñó un papel importante en la educación de la nueva élite búlgara. Abrió su campus en Estambul en 1863, enseñando matemáticas, historia natural, economía, lógica, historia política, derecho internacional, filosofía y el idioma inglés. En 1868 la mitad del cuerpo estudiantil eran búlgaros. Dos futuros Primeros Ministros de Bulgaria, Konstantin Stoilov, Todor Ivanchov estudiaron allí. Los misioneros estadounidenses también fundaron el periódico  Zornitsa , que se publicó durante setenta y seis años, con artículos sobre ciencia, historia y la teoría y práctica de la democracia occidental. El modelo de la República de los Estados Unidos fue discutido frecuentemente por la intelectualidad búlgara como un modelo para una Bulgaria independiente.
Los misioneros protestantes tuvieron un éxito limitado en Bulgaria. Su trabajo fue opuesto por la Iglesia ortodoxa búlgara y por muchos líderes del movimiento búlgaro de liberación nacional, que no querían ver a Bulgaria dividida por religión, pero las escuelas y los periódicos fundados por los misioneros contribuyeron al Despertar Nacional de Bulgaria y los misioneros estadounidenses que regresaron a los Estados Unidos a menudo se convirtieron en diplomáticos no oficiales de Bulgaria.

### Diplomáticos estadounidenses, periodistas e independencia búlgara

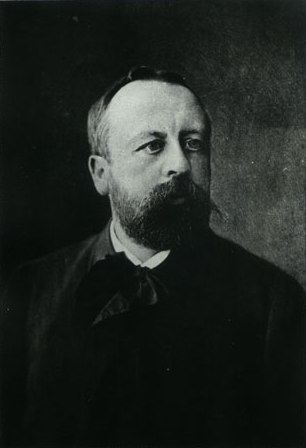
Cónsul general estadounidense a Estambul Eugene Schuyler

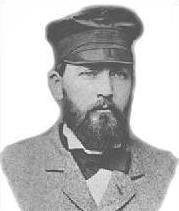
Periodista estadounidense januarius macgahan

En abril de 1876 (mayo, por el calendario moderno), un grupo de nacionalistas búlgaros encabezó un levantamiento contra el gobierno otomano en diferentes partes del país. (Ver Levantamiento de abril.) El levantamiento fue mal planeado, equipado y dirigido, y fracasó. Fue seguida por represalias salvajes y masacre llevadas a cabo por soldados turcos regulares e irregulares. Los estudiantes búlgaros en Robert College en Estambul llevaron las historias de las masacres a la atención del Dr. Albert Long y el presidente interino de Robert College Dr. George Washburn, quien escribió cartas al corresponsal en Estambul de London Daily News Edwin Pears. El 23 de junio, Pears escribió el primer artículo sobre los "Horrores búlgaros". El artículo dio lugar a consultas en el Parlamento, y el primer ministro Benjamin Disraeli pidió una investigación formal.
El cónsul general estadounidense en Estambul, Eugene Schuyler, viajó a los territorios búlgaros del Imperio Otomano en julio y agosto de 1876 para investigar los informes de atrocidades y masacres. Se le unió un periodista estadounidense Januarius MacGahan, en una comisión para el  London Daily News . MacGahan escribió una serie de artículos vívidos sobre las masacres, en particular sobre lo que había sucedido en el pueblo búlgaro de Batak, donde MacGahan informó que todo el pueblo había sido masacrado. Estos informes, publicados en la prensa británica y europea y luego impresos como folletos, causaron un enojo generalizado contra el gobierno otomano.
En noviembre de 1876, el cónsul general Schuyler y el príncipe Tseretelev publicaron su informe completo, estimando que quince mil búlgaros habían sido asesinados tras el levantamiento. (Un informe del diplomático británico Walter Baring puso al mismo tiempo el número en doce mil.) Además de describir las represalias y las masacres, contenía el primer mapa de la población búlgara en la región.
El gobierno ruso exigió reformas por parte del gobierno otomano para proteger a los búlgaros y otras nacionalidades dentro del Imperio Otomano. Cuando el gobierno otomano se negó, el Imperio ruso declaró la guerra a Turquía. En 1877, el ejército ruso se movió a través de Rumania, cruzó el Danubio y derrotó al ejército turco, luego de costosas batallas en Pleven y Shipka Pass. (Consulte Guerra ruso-turca (1877-1878) e Historia de Bulgaria.) El avance del ejército ruso fue cubierto por MacGahan y otros periodistas para la prensa británica.
El público estadounidense, en gran parte gracias a los informes de MacGahan y los misioneros estadounidenses en Bulgaria, simpatizaba con la causa búlgara. El gobierno turco acusó al cónsul general Schuyler de parcialidad hacia los búlgaros y violación de la práctica diplomática. Fue retirado de Estambul por el gobierno de los Estados Unidos en mayo de 1878.
Con su ejército derrotado, el sultán otomano se vio obligado a firmar el Tratado de San Stefano, que otorgó extensos territorios a una nueva Bulgaria independiente. Sin embargo, los gobiernos británico, alemán y francés se negaron a reconocer el nuevo estado patrocinado por Rusia. En 1878, el Tratado de Berlín, redactado en gran parte por el canciller alemán Otto Von Bismarck y el primer ministro británico Benjamin Disraeli, dibujó un nuevo mapa de Bulgaria que regresó partes del este y sur de Bulgaria, así como toda la región geográfica de Macedonia a Turquía, dieron la región Dobrudzha (también Dobruja) a lo largo del Danubio a Rumania. El tratado de Berlín creó el Principado de Bulgaria, nominalmente bajo el dominio otomano. Príncipe Alejandro de Battenberg, sobrino del rey Alejandro II, se convirtió en el primer príncipe.
La pérdida de tierras que los búlgaros vieron como parte de su patria fue resentida en Bulgaria. La re-unión de estos territorios a Bulgaria se convirtió en el principal objetivo de la política exterior búlgara para los próximos sesenta años.

## Aislacionismo estadounidense y diplomacia tentativa.

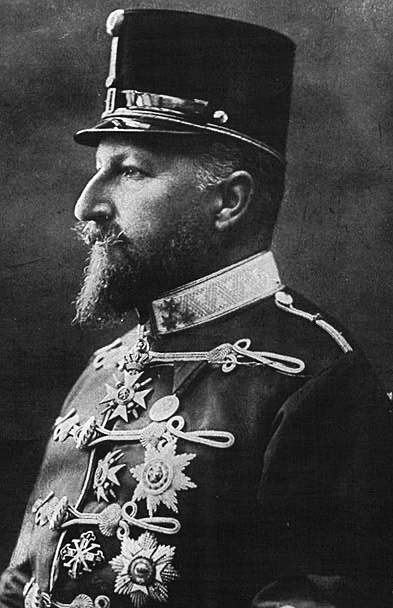
Rey Fernando de Bulgaria

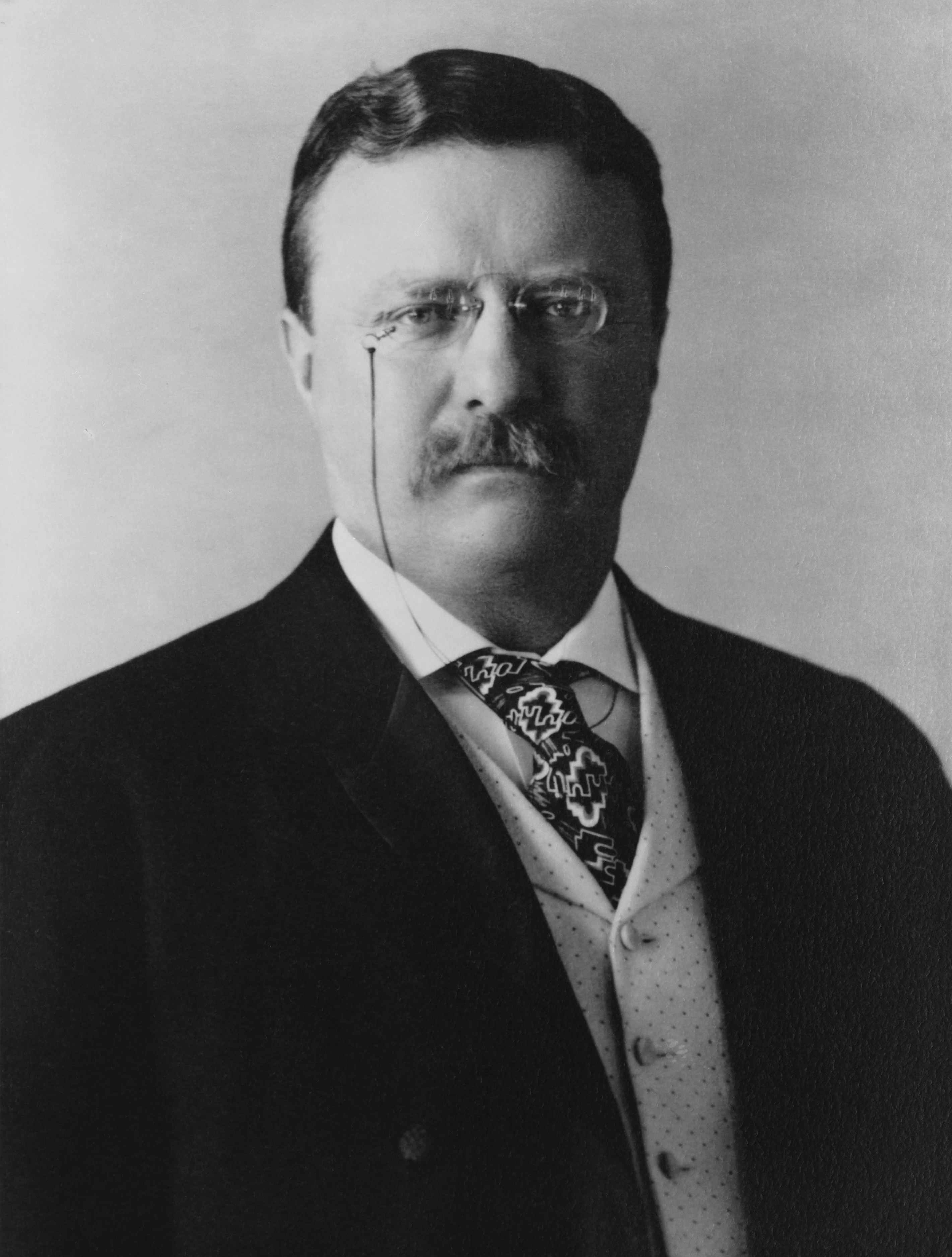
Presidente Theodore Roosevelt

Estados Unidos y Bulgaria tuvieron pocos contactos diplomáticos en el siglo XIX, pero sí tuvieron contactos comerciales y culturales. Bulgaria tuvo una participación modesta en 1893 en la Exposición Mundial Colombina de Chicago. El escritor búlgaro Aleko Konstantinov visitó la exposición y escribió un libro, "A Chicago and Back", en el que presentó a Estados Unidos como un líder tecnológico y una tierra de oportunidades. El libro causó una fuerte impresión en la imaginación de muchos intelectuales búlgaros y dio forma a su imagen de América.
En 1887, el gobierno ruso, que sospechaba que el príncipe Alejandro tenía tendencias liberales, organizó un golpe de Estado en Bulgaria. Alexander se fue al exilio, y el gobierno búlgaro eligió a un príncipe alemán, Fernando de Sajonia-Coburgo-Gotha, como su nuevo gobernante.
Los Estados Unidos hicieron un intento tentativo de establecer relaciones diplomáticas con Bulgaria en 1901, pero el gobierno búlgaro rechazó al diplomático nombrado por Washington, ya que tenía su base en Estambul y no en el principado.
Finalmente, el 19 de septiembre de 1903, John B. Jackson, enviado especial de los Estados Unidos y ministro Plenipotenciario a Grecia, Rumania y Serbia, presentó sus credenciales diplomáticas y su carta de acreditación del Presidente de los Estados Unidos, Theodore Roosevelt, al Príncipe Fernando. En su palacio en Sofía, el príncipe Fernando hizo un brindis por el presidente Roosevelt en inglés, y una banda tocó música estadounidense, pero los Estados Unidos todavía no reconocían completamente a Bulgaria como una nación independiente, ya que todavía era un principado por soberanía otomana.
En 1908, cuando las grandes potencias se distrajeron con la anexión de Bosnia por Austria-Hungría, el príncipe Fernando declaró que Bulgaria era un estado totalmente independiente y se proclamó rey. Poco después, el presidente William Howard Taft ofreció un reconocimiento diplomático completo a Bulgaria.
En 1912 y 1913, Bulgaria libró dos guerras para intentar recuperar los territorios que consideraba legítimamente búlgaros entre sus vecinos. En la primera guerra de los Balcanes (1912), Bulgaria se alió con Serbia, Grecia y Montenegro, y tomó con éxito Tracia y Macedonia de Turquía. Sin embargo, en la segunda guerra de los Balcanes (1913) Bulgaria se peleó con sus antiguos aliados y se fue a la guerra, luchando finalmente contra Serbia, Grecia, Montenegro, Turquía otomana y Rumania. Bulgaria perdió la mayor parte de Tracia a Grecia y Turquía; la ciudad de Silistra y la provincia de Dobruja Meridional a Rumania, y la mayor parte de Macedonia a Serbia. Durante ambas guerras, los Estados Unidos se mantuvieron neutrales.

### Bulgaria y los Estados Unidos en la Primera Guerra Mundial

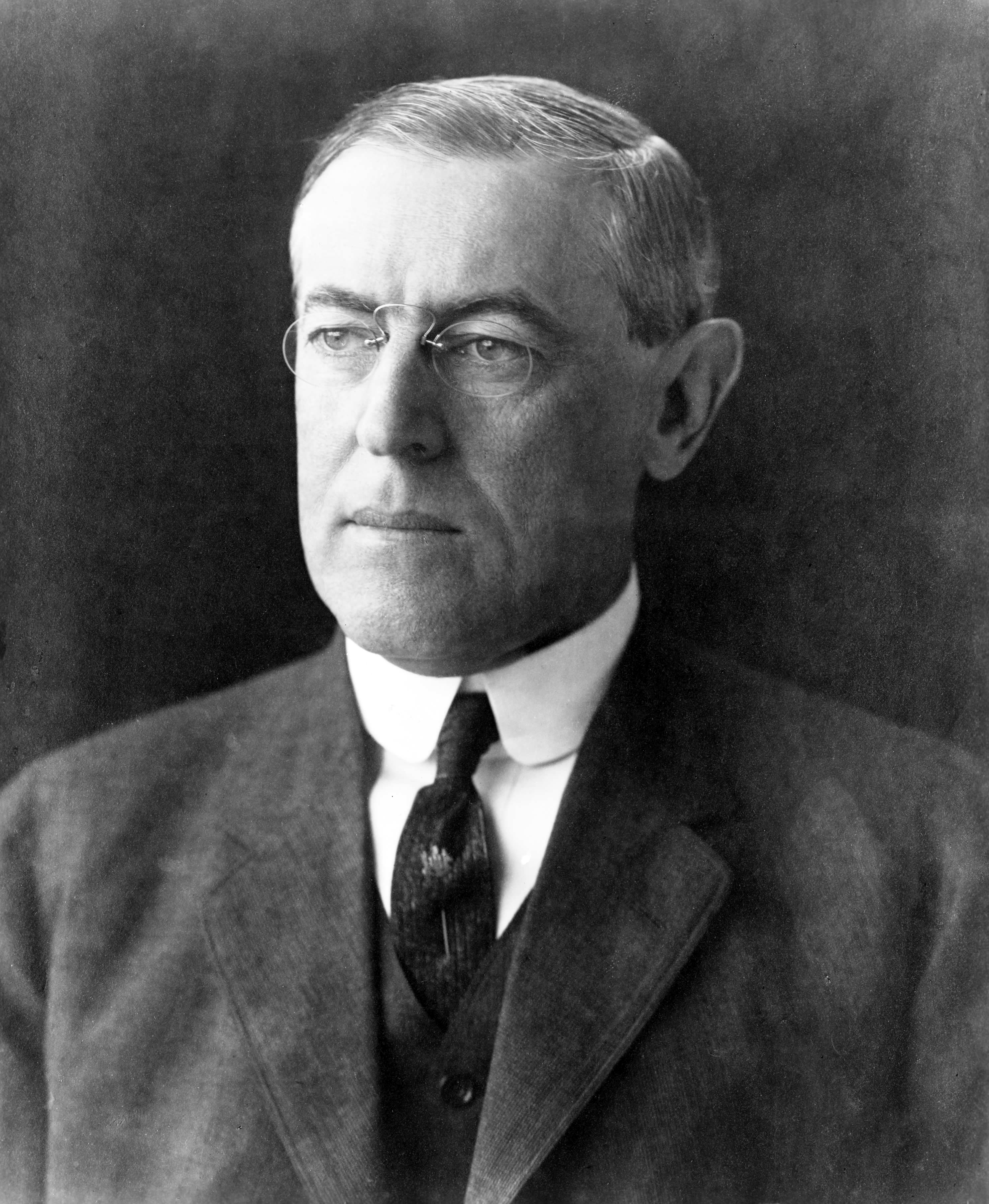
Presidente Woodrow Wilson

Cuando comenzó la Primera Guerra Mundial en agosto de 1914, tanto Bulgaria como los Estados Unidos eran neutrales. Los Estados Unidos deseaban mantenerse al margen de cualquier conflicto europeo, mientras que Bulgaria quería ver de qué lado, la Entente o los Poderes Centrales, lo ayudaría a recuperar Tracia, Dobrudzha y Macedonia.
El 22 de diciembre de 1914, Stefan Panaretov, un exprofesor de Robert College en Estambul, presentó sus credenciales al presidente Wilson en Washington, y se convirtió en el primer embajador búlgaro en los Estados Unidos. A few months later, in 1915, Dominick Murphy became the Consul-General in Sofia, the first American diplomat resident in Bulgaria.
El diplomático estadounidense Charles Vopicka, que cubría Bulgaria para el Departamento de Estado, escribió al secretario de Estado Lansing en noviembre de 1914: "En mi opinión, Bulgaria está intentando a través de su diplomacia lo que perdió en el campo de batalla el año pasado ... Bulgaria está tratando de obtener Macedonia de Serbia, Kavala de Grecia y Silistra de Rumania sin guerra. Ninguna de las partes beligerantes aquí está dispuesta a prometerle este territorio, pero los otros Estados balcánicos, Serbia, Grecia y Rumania, se oponen a dar algo a Bulgaria. ... también es posible que si las posibilidades de guerra favorecen a Alemania y Austria, Bulgaria se unirá a ellos, en contra de la voluntad de su gente que simpatiza con Rusia, porque el actual Gobierno búlgaro cree que puede obtener más de Alemania y Austria que desde Rusia".
Cuando las fuerzas británicas estuvieron cerca de capturar a los Dardanelos y Estambul en la primavera de 1915, Bulgaria consideró unirse a la Entente, pero Gran Bretaña, Francia y Rusia no estaban dispuestas a quitarles el territorio a sus aliados, Rumania, Serbia y Grecia. Por otro lado, Alemania prometió darle a Bulgaria las fronteras originales que tenía después del Tratado de San Stefano. Bulgaria firmó una alianza con Alemania el 6 de septiembre de 1915, movilizó sus fuerzas y declaró la guerra a Serbia el 14 de octubre. Gran Bretaña, Francia e Italia, aliados de Serbia, respondieron declarando la guerra a Bulgaria.
En octubre de 1915, el Departamento de Estado envió a Lewis Einstein, un diplomático de la Embajada de Estados Unidos en Estambul, a Sofía. Se reunió con el primer ministro Radoslavov, quien le dijo que Bulgaria quería preservar las relaciones amistosas con los Estados Unidos y se unió a la guerra a regañadientes. Le confirmó a Einstein que el objetivo de Bulgaria era retener el territorio perdido en 1913 del Tratado de Bucarest.
El ejército búlgaro, el más grande de los Balcanes, fue victorioso al principio, ocupó Skopje y la mayor parte de la parte serbia de Macedonia, ingresó en la Macedonia griega y tomó Dobrudzha de los rumanos en septiembre de 1916.
El 6 de abril de 1917, la política de guerra submarina sin restricciones de Alemania finalmente obligó a los Estados Unidos a declarar la guerra a Alemania. Sin embargo, los EE. UU. No declararon la guerra a Bulgaria ni a los otros aliados de Alemania, ya que Bulgaria no tenía submarinos y no amenazaba directamente los intereses estadounidenses. El primer ministro búlgaro, Radoslavov, convocó al cónsul Dominick Murphy de los Estados Unidos y le aseguró que Bulgaria estaba ansiosa por mantener buenas relaciones con los Estados Unidos. Bulgaria y los EE. UU. Fueron puestos en la posición de ser miembros de diferentes alianzas en guerra entre sí, manteniendo relaciones diplomáticas.
El presidente Woodrow Wilson fue presionado por algunos miembros del Congreso, particularmente por el senador Henry Cabot Lodge, y por el expresidente Theodore Roosevelt, quien exigió una declaración de guerra contra Bulgaria y otros aliados de Alemania. "The New York Times" acusó a Bulgaria de unir fuerzas con el "demonio" y de proporcionar información a Alemania. El presidente Wilson redactó una declaración ante el Congreso en diciembre de 1917 que decía: "Yo ... recomiendo que el Congreso declare inmediatamente a Estados Unidos en un estado de guerra con Austria-Hungría, con Turquía y con Bulgaria".
La Junta Americana de Comisionados para Misiones Extranjeras y el filántropo estadounidense Cleveland Dodge, jefe de la junta directiva de Robert College, le escribieron a Wilson pidiéndole que no declarara la guerra a Bulgaria, diciendo que no tendría ningún efecto en la guerra, pero Dañaría el trabajo de los misioneros estadounidenses, las instituciones educativas y los ciudadanos estadounidenses en Bulgaria y Turquía. Wilson accedió a reconsiderar su propuesta. En su mensaje final al Congreso entregado el 4 de diciembre, Wilson pidió una declaración de guerra contra Austria-Hungría, pero dijo: "La misma lógica llevaría también a una declaración de guerra contra Turquía y Bulgaria. Ellos también son herramientas de Alemania". Pero son meras herramientas y aún no están en el camino directo de nuestras acciones propuestas. Iremos a donde sea que nos lleven las necesidades de esta guerra, pero me parece que deberíamos ir a donde nos guíen consideraciones inmediatas y prácticas. No hagas caso a los demás ". Después de celebrar audiencias sobre el tema, el Congreso aceptó el argumento de Wilson y declaró la guerra a Austria-Hungría, pero no a Bulgaria o Turquía.
En el Punto Once de sus Catorce Puntos, entregado por Wilson al Congreso el 8 de enero de 1918, Wilson pidió "las relaciones de los diversos estados balcánicos entre sí determinadas por un abogado amigable a lo largo de líneas históricamente establecidas de lealtad y nacionalidad . " En febrero de 1918, agregó cuatro principios más, uno de los cuales decía: "Todo asentamiento territorial involucrado en esta guerra debe hacerse en interés y en beneficio de la población afectada". Los búlgaros vieron en estas declaraciones la esperanza de que Estados Unidos mirara favorablemente sus esperanzas de la devolución de sus territorios.
Los acontecimientos en Bulgaria fueron fuertemente influenciados por la Revolución rusa de febrero de 1917, que agitó el sentimiento antimonárquico y contra la guerra. En septiembre de 1918, hubo un motín en el ejército búlgaro, el llamado levantamiento de Vladaisko y las fuerzas combinadas de serbios, británicos, franceses y griegos rompieron las líneas búlgaras en el frente de Salónica. A pesar de la oposición del rey Fernando, el gobierno búlgaro del primer ministro Malinov se acercó a los diplomáticos estadounidenses sobre una posible retirada de la guerra, aceptando los principios establecidos por el presidente Wilson. Desde Sofía, el cónsul Murphy envió un cable a Washington, "Bulgaria acepta con buena voluntad la propuesta de que el presidente sea el árbitro de los Balcanes". Sin embargo, antes de que Estados Unidos pudiera participar en las negociaciones, el gobierno de Malinov cayó y fue reemplazado por un gobierno dirigido por el líder del Partido Agrario Alexander Stambolyski. Stambolyski forzó al rey Fernando a abdicar en favor de su hijo, Boris III, y firmó un armisticio con los poderes de la Entente.

## El período de entreguerras (1919–1941)

### La Conferencia de Paz y el Tratado de Versalles.

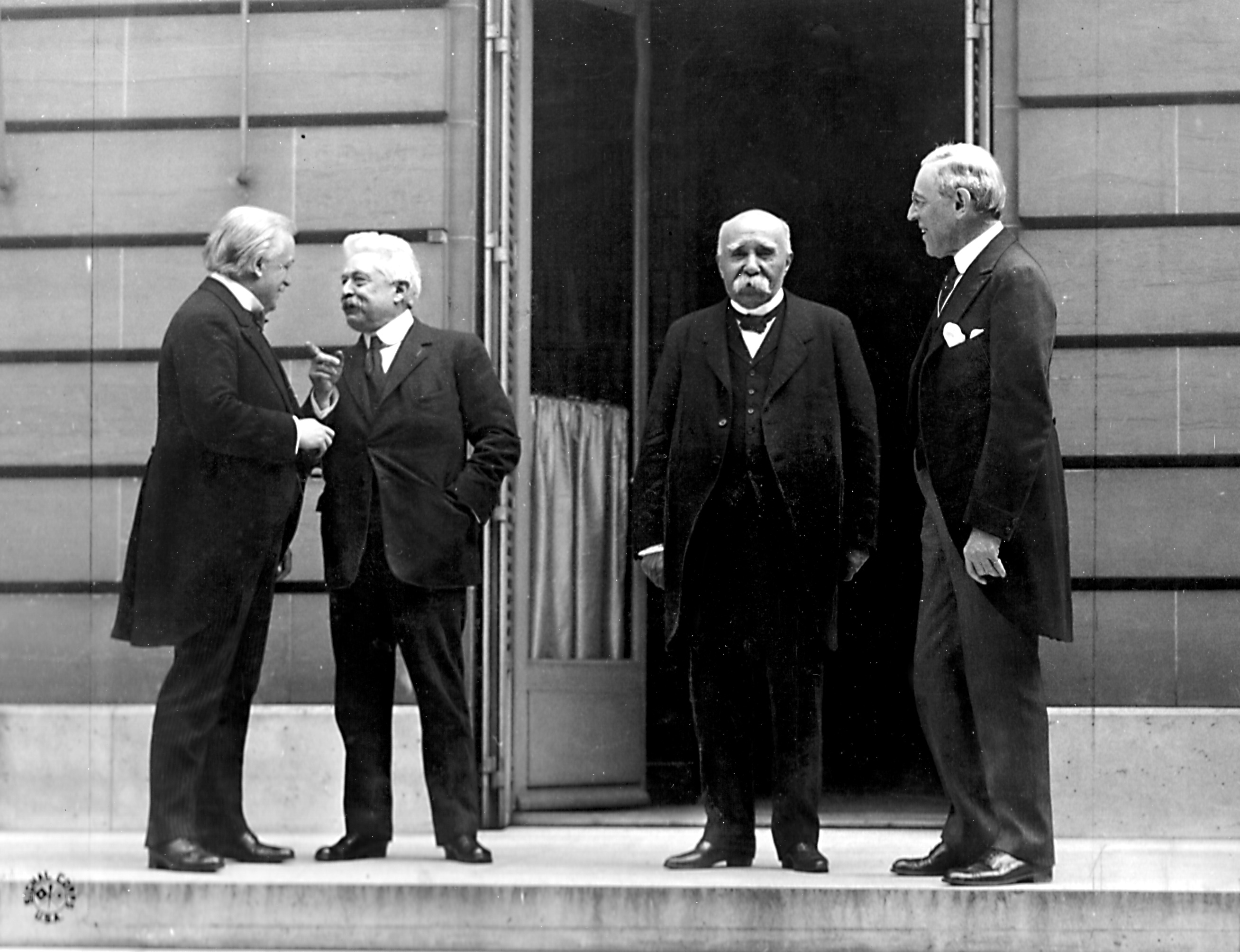
De izquierda a derecha, el primer ministro David Lloyd George del Reino Unido, Vittorio Orlando de Italia, el primer ministro Georges Clemenceau de Francia y el presidente Woodrow Wilson.

Cuando comenzaron las negociaciones para el futuro de Europa en París en 1919, Bulgaria se encontraba entre los países derrotados. No obstante, el gobierno búlgaro sintió que Wilson y los Estados Unidos considerarían favorablemente sus reclamos territoriales.
Wilson nombró una comisión de investigación para estudiar el posible mapa futuro de los Balcanes. La Comisión concluyó: "(1) que el área anexada por Rumania en el Dorbrudja es casi seguramente de carácter búlgaro y debe devolverse; (2) que la frontera entre Bulgaria y Turquía debería restablecerse en la línea Enos-Midia según lo acordado en la conferencia en Londres; (3) que la frontera sur de Bulgaria debería ser la costa del Mar Egeo desde Enos hasta el Golfo de Orfano, y debería dejar la desembocadura del río Struma en territorio búlgaro; (4) que el mejor acceso al mar para Serbia es a través de Saloniki; (5) que la disposición final de Macedonia no se puede determinar sin una investigación adicional; (6) que una Albania independiente es casi con seguridad una entidad política indeseable. Creemos firmemente que, en el último análisis, las consideraciones económicas serán mayores que las afiliaciones nacionalistas en los Balcanes y que un acuerdo que asegure la prosperidad económica es más duradero ".
Rumania, Grecia, Turquía y, en particular, Serbia, se resistieron enérgicamente a los reclamos territoriales de Bulgaria. En el momento en que se negoció el tratado de paz final entre los aliados y Bulgaria, el presidente Wilson había regresado a los Estados Unidos, donde enfrentó una dura oposición a su propuesta de Liga de Naciones dentro del Senado de los Estados Unidos.
En sus propuestas para restaurar a Bulgaria el territorio del sur de Dobrudzha, habitado en gran parte por los búlgaros pero dado a Rumania en 1913, y las tierras en el este de Tracia a lo largo del mar Egeo. La delegación de los Estados Unidos se enfrentó a la oposición unida de Francia, Gran Bretaña, Japón e Italia. El tratado final entre los aliados y Bulgaria dio a Grecia los antiguos territorios búlgaros a lo largo del mar Egeo en Tracia, con la promesa de que Bulgaria tendría acceso gratuito al Egeo a través de Salónica y a través del Estrecho turco, que serían administrados por un recién creado Estado internacional. Macedonia se convirtió en parte del nuevo estado de Yugoslavia.
En medio de su defensa del Tratado de Versalles, el presidente Wilson sufrió un derrame cerebral. Wilson no estaba dispuesto a comprometerse con el Senado, y el Tratado fue derrotado en el Senado. En marzo de 1921 Warren G. Harding se convirtió en presidente, y los Estados Unidos se retiraron a una política de aislamiento de los asuntos europeos y balcánicos.
El Tratado de Versalles redujo el territorio de Bulgaria, pero no resolvió ninguno de los conflictos territoriales en los Balcanes. Creó un nuevo y poderoso estado, Yugoslavia, junto a Bulgaria, que reclamaba los territorios macedonios que Bulgaria sentía que le pertenecían. El resultado fue una inundación de refugiados búlgaros en la parte yugoslava de Macedonia, Tracia y de los refugiados griegos en Bulgaria, y creó tensiones que ayudarían a que Bulgaria y los Estados Unidos estuvieran en lados opuestos en la Segunda Guerra Mundial.

### Relaciones búlgaro-americanas entre las guerras

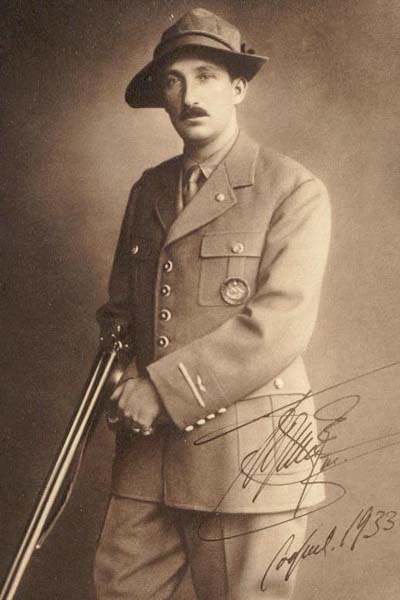
Rey Boris III

El período entre 1919 y 1939 fue extremadamente difícil para Bulgaria y el resto de Europa. Vio grandes dislocaciones de poblaciones, depresión económica y el surgimiento de partidos extremistas de izquierda y derecha.
Bulgaria fue liderada por primera vez por el primer ministro Aleksandar Stamboliyski y su Partido Agrario. Las reformas socialistas de Stamboliyski fueron resistidas por Tsar Boris, y su política de reconciliación con Yugoslavia se opuso con amargura a un movimiento político nacionalista, la Organización Revolucionaria Macedónica Interna (VMRO), iniciada por búlgaros de la región de Macedonia, después de la parte de guerra de Yugoslavia, que exigió que Bulgaria reclamara Macedonia de Yugoslavia por la fuerza.
Cuando Stamboliyski reconoció oficialmente la frontera con Yugoslavia y prohibió el VMRO en 1923, fue depuesto en un golpe violento y decapitado. El Partido Comunista fue suprimido, y el líder del Partido Comunista Georgi Dimitrov huyó a través de Yugoslavia a Austria.
La guerra civil virtual siguió. El Partido Comunista o sus aliados hicieron dos intentos de matar al rey Boris, incluido un bombardeo de la catedral de St. Nedelya en 1925 que causó la muerte de 123 personas. Sin embargo, el Partido Agrario siguió siendo popular y ganó las elecciones de 1931. Cuando los efectos de la represión mundial llegaron a Bulgaria, la división social se profundizó, el gobierno agrario fue derrocado por un golpe de Estado respaldado por el rey Boris en 1934. En 1935, el rey Boris prohibió todos los partidos de la oposición y llevó a Bulgaria a una alianza con la Alemania nazi. y la Italia fascista. La firma del Pacto de los Balcanes en 1938 con Grecia y Yugoslavia dio a Bulgaria relaciones más normales con sus vecinos, pero Bulgaria mantuvo sus reclamos territoriales a Macedonia, la Tracia oriental y al rumano de Grecia, y la rumana Dobrudzha. (Ver Historia de Bulgaria.)
Al seguir su política de aislacionismo, Estados Unidos jugó un pequeño papel en los acontecimientos políticos de los Balcanes, pero avanzó hacia la construcción de relaciones diplomáticas más normales con los cambiantes gobiernos búlgaros. Se firmaron y ratificaron una serie de tratados entre los dos países, incluidos acuerdos para servicios postales, conciliación, arbitraje, naturalización y extradición.

## El crecimiento del comercio búlgaro-americano.
Durante la década de 1920, Bulgaria experimentó un auge económico, y el comercio con los Estados Unidos comenzó a aumentar. Las empresas estadounidenses construyeron elevadores de granos, astilleros e instalaciones portuarias en el puerto de Varna. En 1928, Bulgaria fue el mayor exportador de aceite de rosas (usado para hacer perfumes) a los Estados Unidos, y también un importante exportador de tabaco a los Estados Unidos. En 1922, el Ministerio de Finanzas de Bulgaria llegó a un acuerdo con la American Banknote Company para imprimir una gran cantidad de moneda búlgara en los Estados Unidos.
Incluso hubo el comienzo de una próspera infracción de los derechos de autor de las películas estadounidenses en Bulgaria. El 3 de mayo de 1925, el  New York Times  informó: "Los piratas de cuadros mantienen a los agentes de películas en movimiento en los Balcanes. No existen leyes de derechos de autor ni disposiciones de tratados que protejan las películas estadounidenses en Turquía, Rumania y Bulgaria y, en consecuencia, esos países son el coto de caza feliz para los ladrones de películas. Una película robada en tránsito se copia y las copias se venden a los países balcánicos ".
En 1928, los estadounidenses proporcionaron asistencia humanitaria tras un gran terremoto en el sur de Bulgaria. Las fundaciones americanas también estuvieron activas en Bulgaria. La Fundación Rockefeller apoyó instituciones educativas en Bulgaria, construyó un edificio para la Facultad de Agronomía en la Universidad de Sofía. La Fundación Rockefeller gastó unos trescientos mil dólares en Bulgaria, enviando a treinta médicos a estudiar en los Estados Unidos, compartiendo el costo de establecer un Instituto Nacional de Salud y llevando a cabo una importante campaña para erradicar la malaria.
En 1925 solo había 125 enfermeras capacitadas en Bulgaria. La Cruz Roja Americana organizó una escuela de enfermería para capacitar a nuevo personal médico. La Fundación del Cercano Oriente, fundada en 1930 con los activos de la organización de Ayuda para el Cercano Oriente, construyó catorce parques infantiles en Sofía y treinta y cuatro en todo el país.
Las escuelas americanas también continuaron jugando un papel importante. En 1935, el American College en Sofía tenía 254 estudiantes varones y 237 mujeres estudiantes de toda Bulgaria, proporcionando una educación secundaria de estilo americano, completa con atletismo, una orquesta y coro, consejo estudiantil y anuario.

## Segunda Guerra Mundial

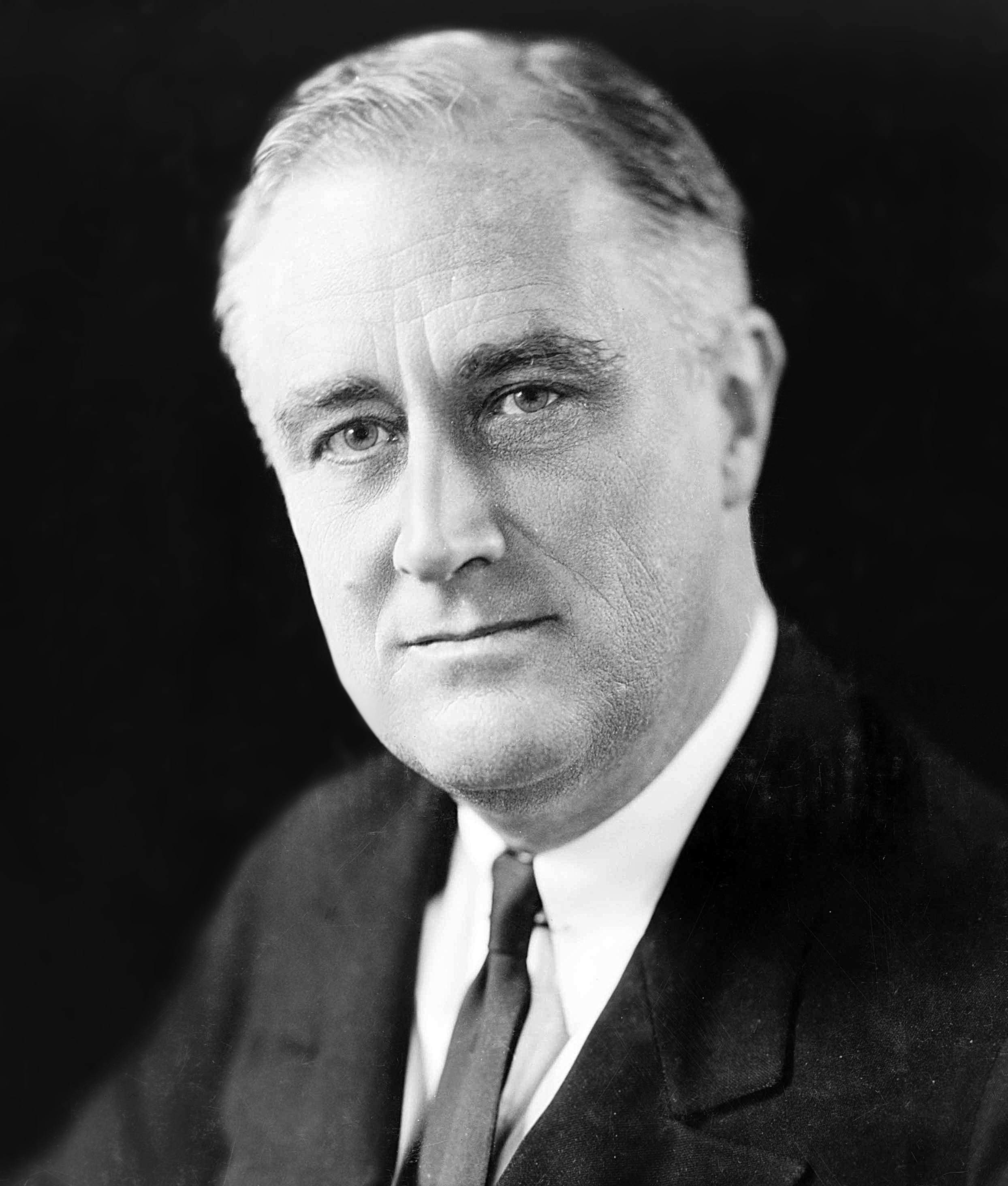
Presidente Franklin Roosevelt

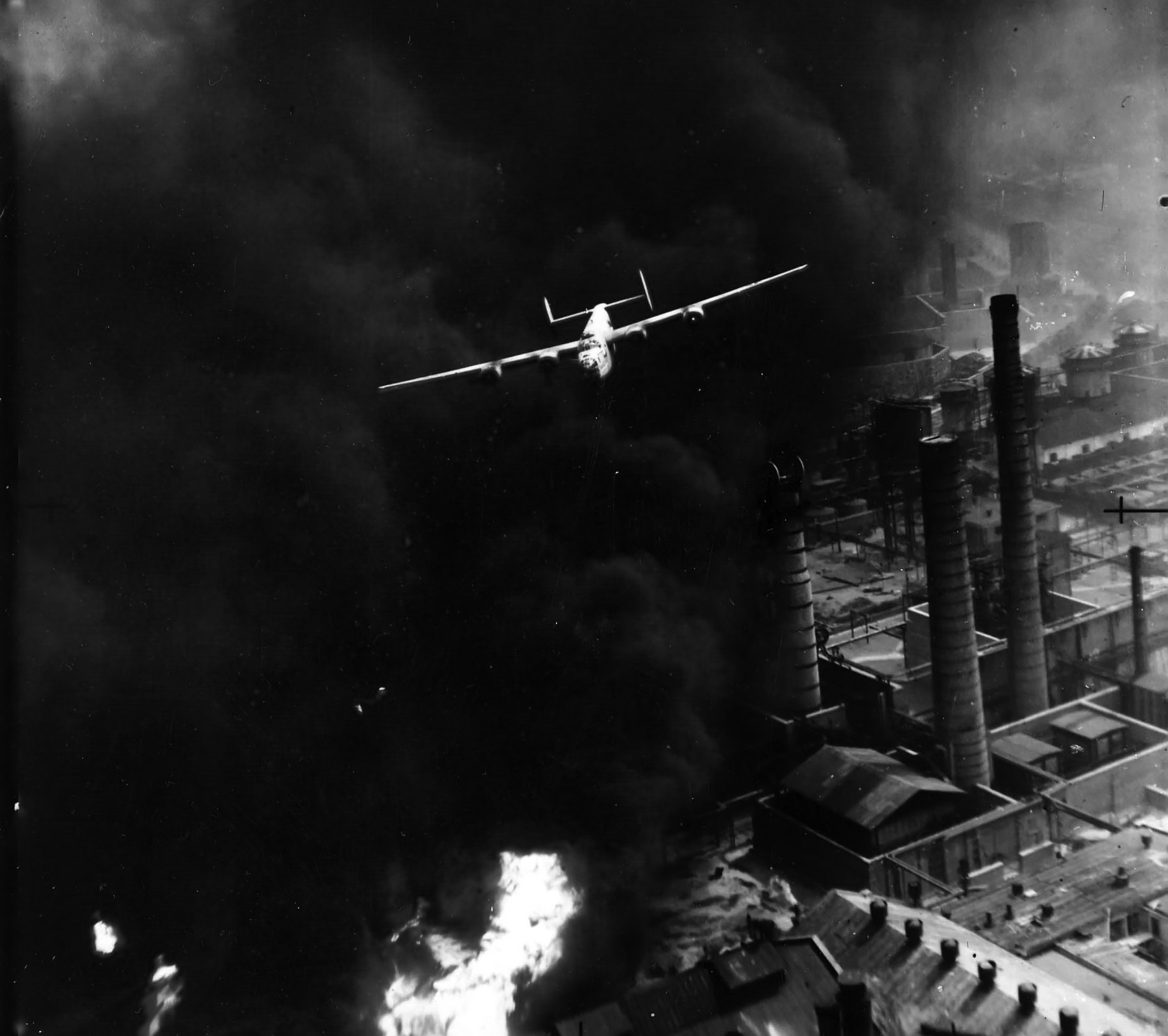
U.S. B-24 sobre Ploiești, Rumania, en agosto de 1943. Varios aviones B-24 fueron derribados en su vuelo de regreso por combatientes búlgaros.

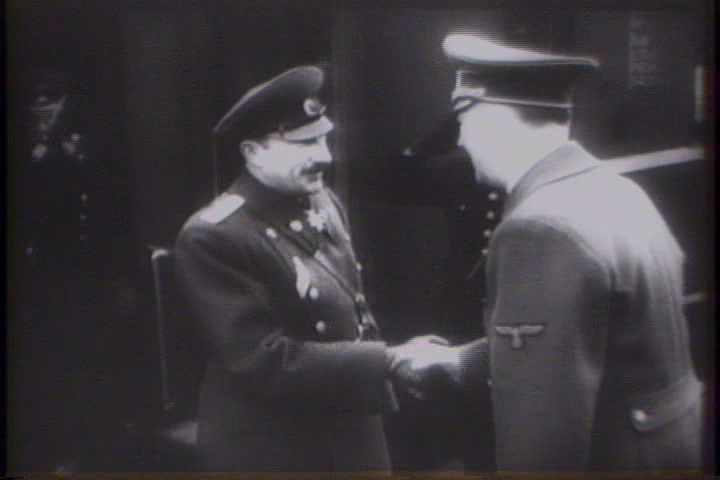
Rey Boris y Adolf Hitler, 1943.

Cuando la Segunda Guerra Mundial comenzó en septiembre de 1939, tanto Bulgaria como Estados Unidos eran neutrales. Al igual que en la Primera Guerra Mundial, Bulgaria buscó un aliado que lo ayudara a recuperar las tierras que reclamó en Yugoslavia, Rumania y Grecia. En septiembre de 1940, Bulgaria logró negociar, con la ayuda de Alemania, el regreso de Dobruzha del sur desde Rumania.

### Participación de Bulgaria en el lado del Eje
En marzo de 1941, el ejército alemán solicitó permiso para mover sus tropas a través de Bulgaria para atacar a Grecia, que estaba resistiendo con éxito una invasión del aliado de Alemania, Italia. El rey Boris aceptó la solicitud alemana, y el 1 de marzo de 1941, Bulgaria permitió a los alemanes pasar a través de su territorio y se unió a las potencias del Eje.
Bulgaria fue pasiva, mientras que las fuerzas combinadas de Alemania, Italia y Hungría invadieron y derrotaron a Yugoslavia y Grecia. Luego, en abril de 1941, las fuerzas búlgaras ocuparon los territorios de la actual Macedonia y las partes griegas de Macedonia y Tracia hasta la costa del mar Egeo, incluidas las islas de Thasos y Samotracia.
Bulgaria no participó en el ataque alemán a la Unión Soviética en junio de 1941, y no rompió relaciones diplomáticas con la Unión Soviética.
En diciembre de 1941, después de que Alemania declarara la guerra a los Estados Unidos, Bulgaria siguió el ejemplo alemán. El 13 de diciembre de 1941, Bulgaria rompió relaciones diplomáticas y declaró la guerra a los Estados Unidos.
Sin embargo, los Estados Unidos no declararon inmediatamente la guerra a Bulgaria. Sólo en junio de 1942, el presidente Roosevelt pidió una declaración de guerra.
El 2 de junio de 1942, el presidente Roosevelt envió el siguiente mensaje a  Congreso:
Al Congreso:
Los gobiernos de Bulgaria, Hungría y Rumania han declarado la guerra a los Estados Unidos. Me doy cuenta de que los tres gobiernos tomaron esta acción no por iniciativa propia o en respuesta a los deseos de sus propios pueblos, sino como los instrumentos de Hitler. Estos tres gobiernos están ahora comprometidos en actividades militares dirigidas contra las Naciones Unidas y están planificando una extensión de estas actividades.
Por lo tanto, recomiendo que el Congreso reconozca un estado de guerra entre los Estados Unidos y Bulgaria, entre los Estados Unidos y Hungría, y entre los Estados Unidos y Rumania ".
En la primavera de 1943, el gobierno búlgaro ordenó la deportación de la población judía de Bulgaria. La deportación de judíos del territorio búlgaro fue resistida y, finalmente, bloqueada por protestas de la Iglesia ortodoxa búlgara y miembros del parlamento. Los judíos de los territorios ocupados por las fuerzas búlgaras en Grecia y Macedonia, sin embargo, fueron rodeados por tropas búlgaras y enviados a campos de exterminio nazis.

### Combate durante la Segunda Guerra Mundial
El primer combate entre las fuerzas militares estadounidenses y búlgaras tuvo lugar durante la redada estadounidense en el complejo de refinería de petróleo rumano de Ploiești en 1943. El 1 de agosto de 1943, ciento setenta y siete B-24 Libertadores con 1,726 tripulantes despegó de Libia con el destino del complejo de refinería Ploiești en Rumania, que se informó que producía el sesenta por ciento de la gasolina y los productos derivados del petróleo utilizados por el esfuerzo de guerra alemán.
Los bombarderos volaron sobre Grecia y Bulgaria en su camino hacia el objetivo. Debido a la distancia - mil millas - no tenían escolta de caza. Debido a las nubes sobre Bulgaria, muchos de los aviones se dispersaron. El radar alemán detectó el avión entrante, y las defensas antiaéreas fueron advertidas cuando los bombarderos llegaron para su ataque de bajo nivel.
El ataque causó graves daños al complejo de la refinería, pero las pérdidas fueron muy altas: se perdieron cincuenta y cuatro aviones y 532 tripulantes.
Durante el vuelo de regreso, varios aviones se estrellaron en Bulgaria. Un avión fue interceptado y derribado por cuatro combatientes búlgaros, estrellándose en un campo cerca de la aldea de Suhozem en la provincia de Plovdiv. Un tripulante murió, al igual que siete aldeanos que trabajan en el campo.
Unos meses más tarde, la propia Bulgaria se convirtió en un objetivo. Entre el 14 de noviembre de 1943 y el 10 de enero de 1944, la Fuerza Aérea del Ejército de los Estados Unidos bombardeó a Sofía seis veces. (La incursión a la luz del día el 10 de enero de 1944 también fue seguida por un bombardeo nocturno británico). Las redadas mataron a aproximadamente 1.374 personas y dañaron muchos edificios del centro. La Biblioteca Nacional fue destruida y el Teatro Nacional y el Museo de Historia Natural y otros edificios importantes del centro sufrieron graves daños. Miles de civiles fueron evacuados al campo.
Muchos aviones estadounidenses se perdieron en las redadas, algunos derribados por pilotos búlgaros. Entre 1943 y 1944, 329 pilotos aliados y tripulación aérea de siete naciones, en su mayoría estadounidenses, fueron capturados y confinados en un campo de prisioneros de guerra ubicado dentro de los límites del actual parque natural de la Meseta Shumensko, cerca de la ciudad de  Shumen. Fueron liberados el 8 de septiembre de 1944.

### Situación política en Bulgaria después del inicio formal de la guerra.
Las redadas conmocionaron al público y al gobierno búlgaros, que esperaban escapar del impacto directo de la guerra. Poco después, Bulgaria mantuvo contactos diplomáticos informales con los Estados Unidos. Incluyendo las negociaciones en El Cairo, para provocar la retirada de Bulgaria del Eje.
Los comunistas, el Partido Agrario y sus aliados, junto con algunos oficiales del ejército, habían comenzado a organizar una resistencia, el Frente de la Patria, contra los alemanes y el gobierno búlgaro en 1943.
El rey Boris murió repentinamente en agosto de 1943, después de visitar Adolf Hitler en Alemania. Fue reemplazado por su hijo de seis años, Simeon II, bajo el mando de un regente, entre ellos el tío del rey, el príncipe Kirill.
Cuando el Ejército Rojo se acercó a la frontera norte de Bulgaria en septiembre de 1944, el gobierno búlgaro anunció que se retiraba unilateralmente del Eje, retiró sus tropas de Grecia y Yugoslavia y luego declaró la guerra a Alemania, con la esperanza de evitar una ocupación soviética. Sin embargo, el Ejército Rojo siguió avanzando, cruzando el Danubio en septiembre y entrando a Sofía el 16 de septiembre de 1944. El Frente de la Patria organizó un golpe de Estado y los comunistas se convirtieron en parte del nuevo gobierno.

### El armisticio entre Bulgaria y los aliados

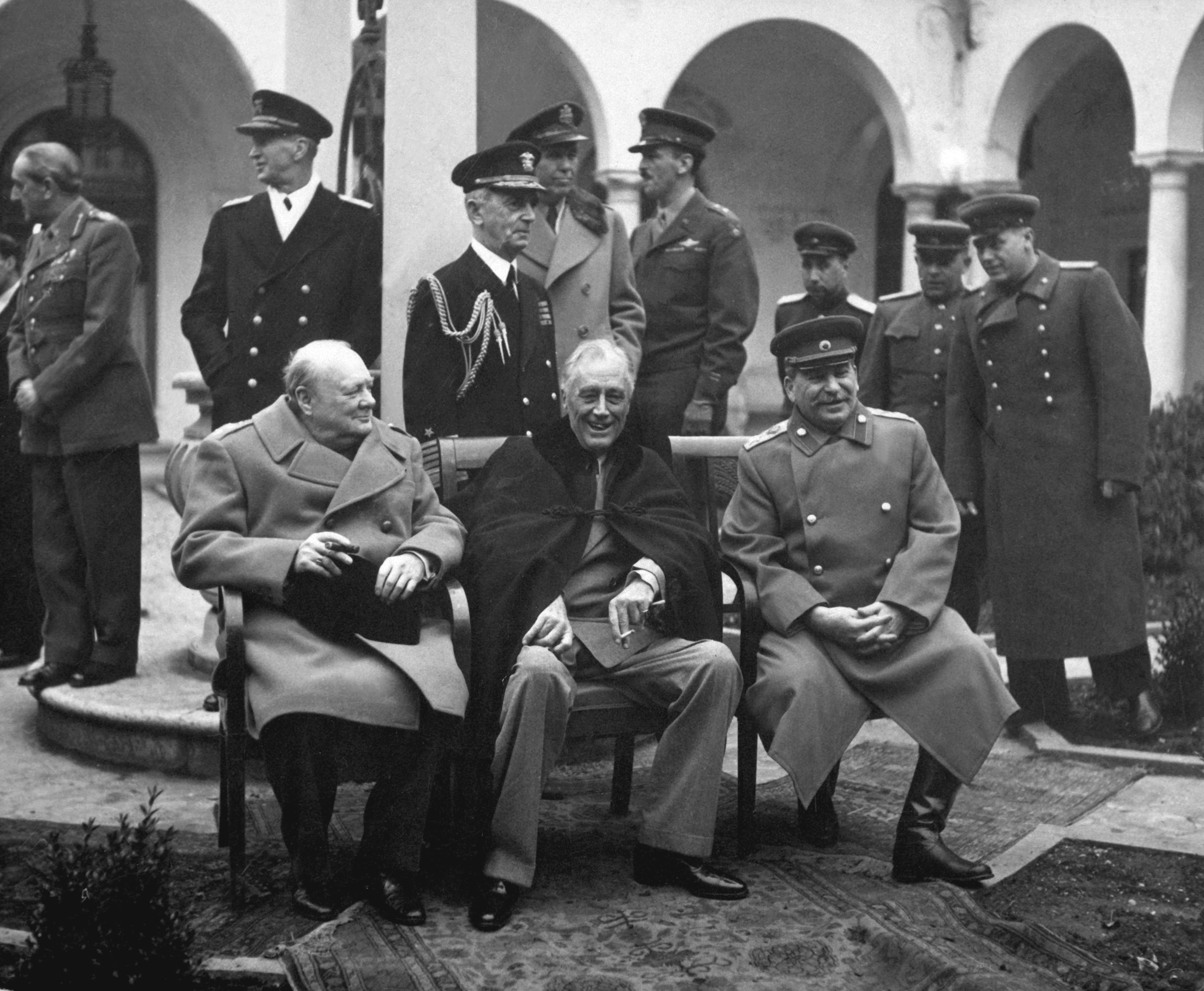
Los "Tres Grandes" en la Conferencia de Yalta, Winston Churchill, Franklin D. Roosevelt y Iósif Stalin.

El 28 de octubre, en Moscú, el ministro de Relaciones Exteriores de Bulgaria, Stainov, firmó un armisticio con representantes de los Estados Unidos, Gran Bretaña y la Unión Soviética. El teniente general James Gammell, representante del Comandante Supremo Aliado para el Mediterráneo, y George Kennan, el encargado de negocios de los Estados Unidos en Moscú, firmaron para los Estados Unidos.
Bajo el armisticio, Bulgaria prometió poner sus fuerzas armadas bajo el mando aliado hasta que Alemania fuera derrotada, y luego someterse a una Comisión de Control Aliada. Bulgaria también se vio obligada a retirar a sus soldados y funcionarios gubernamentales de las partes de Grecia y Yugoslavia que habían sido ocupadas por sus fuerzas, a expulsar a los búlgaros que se habían asentado en estos territorios después de enero de 1941 y a derogar las leyes por las que estos territorios había sido anexado a Bulgaria.
En el momento en que Iósif Stalin, Winston Churchill y el presidente Roosevelt se reunieron en Yalta en marzo de 1945, Bulgaria estaba ocupada por el ejército soviético y se había instalado un gobierno prosoviético. Bulgaria se discutió solo una vez en la Conferencia de Yalta, cuando el Secretario de Relaciones Exteriores británico, Eden, dijo que a la Bulgaria ocupada por los soviéticos no se le debería permitir formar una alianza con Yugoslavia, donde el mariscal Tito estaba estableciendo un régimen comunista. Según el Acta de la Conferencia:
"Hubo un intercambio de puntos de vista entre los Secretarios de Relaciones Exteriores sobre la conveniencia de un pacto de alianza entre Yugoslavia y Bulgaria. La cuestión en cuestión era si un estado aún bajo un régimen de armisticio podría entrar en un tratado con otro estado. El Sr. Eden sugirió que se informara a los gobiernos búlgaro y yugoslavo que esto no podía ser aprobado. El Sr. Stettinius sugirió que los embajadores británico y estadounidense debían seguir discutiendo el asunto con el Sr. Molotov en Moscú. El Sr. Molotov estuvo de acuerdo con la propuesta del señor stettinius".

## La Guerra Fría (1947–1989)

### El comienzo de la Guerra Fría en Bulgaria.
Aunque formalmente el Partido Comunista era solo un socio en el nuevo gobierno de coalición, ellos, junto con los representantes soviéticos, eran el verdadero poder en Bulgaria. Crearon una Milicia Popular para acosar a los partidos de la oposición y gradualmente eliminaron a sus rivales.
En febrero de 1945, el regente, el príncipe Kirill, fue arrestado, junto con decenas de ministros y funcionarios del antiguo régimen, procesado por crímenes de guerra y ejecutado.
Tras la rendición alemana en mayo de 1945, se estableció una Comisión de Control Aliada en Sofía. Maynard Barnes, el representante de los Estados Unidos en Sofía, intentó persuadir al gobierno para que siguiera los principios democráticos, pero tuvo poco éxito.
En septiembre de 1946, la monarquía fue oficialmente abolida un plebiscito, y el rey Simeón II fue exiliado. Un gobierno comunista bajo el presidente Vasil Kolarov y Georgi Dimitrov tomó el poder. El líder del Partido Agrario, Nikola Petkov, quien se negó a cooperar con los comunistas, fue arrestado y ejecutado. A finales de 1947, Bulgaria estaba firmemente en la órbita soviética.

### Estados Unidos rompe relaciones diplomáticas.

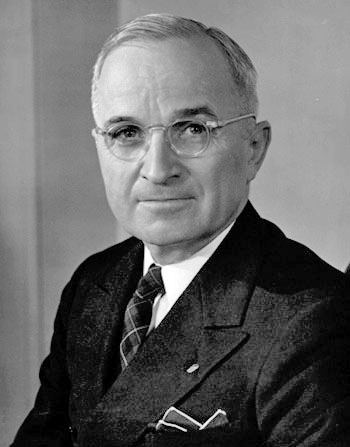
Presidente Harry Truman.

Cuando el Departamento de Estado nombró a Donald Heath como representante de los Estados Unidos en Bulgaria en septiembre de 1947, descubrió que el gobierno de Dimitrov, siguiendo la línea estalinista, era cada vez más hostil a Estados Unidos y Occidente. El anuncio por el presidente Harry S. Truman en 1947 de la Doctrina Truman, según el cual Estados Unidos apoyó al Gobierno griego contra los rebeldes comunistas apoyados por el dictador Yugoslavia Josip Broz Tito, aumentó aún más las tensiones en la región.
Georgi Dimitrov murió en julio de 1949, y el año siguiente fue reemplazado por otro estalinista, Valko Chervenkov. Al mismo tiempo, sin embargo, crecía una división trascendental entre Stalin y Tito en Yugoslavia, que querían perseguir su propio tipo de comunismo.
Cuando Tito fue expulsado de Cominform por Stalin, el gobierno búlgaro se mantuvo leal a Stalin. Se lanzó una purga contra presuntos "titoistas" en el gobierno búlgaro, lo que llevó a la remoción de entre 60.000 y 70.000 miembros del Partido Comunista, y al arresto, juicio y ejecución en diciembre de 1949 del vice primer ministro Traicho Kostov.
Durante el juicio de Kostov por traición, el ministro estadounidense Heath fue mencionado frecuentemente como un contacto de Kostov. Fue culpado por el supuesto complot de Kostov para derrocar al gobierno búlgaro y por usar a la Legación Americana como centro de espionaje. Los Estados Unidos respondieron a estos cargos rompiendo relaciones diplomáticas con Bulgaria el 22 de febrero. Heath y los cuarenta y tres miembros de la legación de los Estados Unidos abordaron el Orient Express el 23 de febrero y se fueron a Turquía. El gobierno búlgaro denunció la ruptura de las relaciones como una nueva etapa en "la lucha de los imperialistas estadounidenses contra el frente de la paz y la democracia". A partir de entonces, la Embajada de Polonia en Washington se ocupó de los intereses búlgaros en los Estados Unidos, y la Embajada de Suiza en Sofía protegió los intereses estadounidenses en Bulgaria.
En los meses que siguieron, el líder del Partido Comunista Chervenkov continuó siguiendo el modelo estalinista, acelerando el desarrollo industrial y colectivizando la agricultura. El patriarca ortodoxo fue enviado a un monasterio, y la iglesia fue puesta bajo control estatal. Se estima que doce mil personas fueron enviadas a campos de trabajo entre el final de la Segunda Guerra Mundial y la muerte de Stalin en 1953. (Ver Historia del comunismo en Bulgaria.

### Estados Unidos y el régimen de Todor Zhivkov.
Después de la muerte de Stalin en 1953, el Partido Comunista Búlgaro comenzó a buscar un nuevo líder para reemplazar al rígido Chervenkov. En marzo de 1954 encontró a un miembro del politburo de cuarenta y un años, Todor Zhivkov, que había comandado la milicia popular en Sofía al final de la Segunda Guerra Mundial. Zhivkov se mantuvo como secretario del partido durante treinta y tres años, una de las reglas más largas de todos los líderes del bloque soviético.
Zhivkov modificó algunas políticas estalinistas, oficialmente "lamentando" el rastro y la ejecución de Kostov y otros presuntos "titoístas", y cerrando algunos campos de trabajo, pero el régimen continuó reprimiendo duramente cualquier signo de disidencia. Bulgaria no experimentó levantamientos anticomunistas del tipo que sacudió Berlín y Hungría en 1956 o Praga en 1968.
Zhivkov mantuvo un régimen estricto y represivo al estilo soviético en casa, pero también intentó, siguiendo el liderazgo del líder soviético Nikita Khrushchev, establecer mejores relaciones con los Estados Unidos. En 1957, concedió una entrevista al corresponsal de "New York Times" Harrison Salisbury, su primera entrevista a un periodista estadounidense, en el que pedía la reanudación inmediata de las relaciones diplomáticas con los Estados Unidos. También pidió más intercambios comerciales, educativos y culturales. Las misiones se reabrieron en los dos países en 1959.
En septiembre de 1960, Zhivkov visitó los Estados Unidos para hablar, junto con docenas de otros líderes mundiales, en la apertura de la Asamblea General de Naciones Unidas. Zhivkov pasó casi un mes en los Estados Unidos. Visitó plantas de procesamiento de alimentos y también visitó Atlantic City, donde quedó impresionado por los gigantescos hoteles turísticos. Dijo a los periodistas que Bulgaria estaba considerando la construcción de uno o dos hoteles de ocho a diez pisos en la costa del Mar Negro, similares a los que había visto en Atlantic City.
En sus entrevistas con periodistas estadounidenses, Zhivkov negó que Bulgaria fuera un estado títere de la Unión Soviética. "¿Marioneta? ¡No es cierto!" Zhivkov le dijo a Edwin Gritz del  Washington Post  "Una gran calumnia. La Unión Soviética nos está ayudando a construir una economía independiente".
A fines de noviembre de 1966, los Estados Unidos y Bulgaria elevaron el nivel de sus misiones diplomáticas de las legaciones a las embajadas, con un intercambio de embajadores. Los contactos económicos, técnicos, científicos y culturales se reanudaron lentamente.

Logotipo de Radio Voice of America.

A pesar de su nueva diplomacia, Zhivkov no permitió la disidencia ni la libertad de expresión en Bulgaria. Las emisiones en idioma búlgaro de Voice of America estaban atascadas. Un diplomático estadounidense fue arrestado por distribuir literatura estadounidense en la ciudad de Plovdiv en 1960, y cualquier contacto con los estadounidenses era peligroso para los búlgaros comunes.
Zhivkov cultivó relaciones personales con los líderes soviéticos Nikita Khrushchev y Leonid Brézhnev (a quienes tomó caza en su coto de caza cerca de Razgrad), y mantuvo relaciones muy estrechas con la Unión Soviética. En 1957, aproximadamente mil estudiantes búlgaros al año estudiaban en universidades soviéticas y diez mil jóvenes búlgaros al año fueron a la Unión Soviética para trabajar.
Bulgaria se convirtió en miembro del Pacto de Varsovia el 14 de mayo de 1955. Aunque no había tropas soviéticas estacionadas en territorio búlgaro, en 1968, Zhivkov envió una división búlgara para unirse a las tropas polacas, húngaras y soviéticas para aplastar una Primavera de Praga en Praga. En 1978, la policía secreta búlgara estuvo implicada en el asesinato en Londres de Georgi Markov, un disidente búlgaro que era corresponsal de la Servicio Mundial de la BBC, Deutsche Welle y de la radio patrocinada por los Estados Unidos. Radio Europa Libre. Markov fue asesinado con un paraguas envenenado el 7 de septiembre, en el cumpleaños de Zhivkov.

## Democracia y asociación después de 1989
El aumento de los movimientos democráticos en Europa del Este en la década de 1980, la llegada al poder en Moscú de Mijaíl Gorbachov en 1985, y la caída del Muro de Berlín en 1989, llevaron a la caída de Todor Zhivkov, quien renunció como líder del Partido Comunista el 10 de noviembre de 1989.

Agencia de los Estados Unidos para el Desarrollo Internacional en Bulgaria.

Fue sucedido por una nueva generación de líderes, que dirigió a Bulgaria hacia la democracia y la economía de mercado. Los partidos de oposición y los medios de comunicación independientes comenzaron a surgir en Sofía, y los nuevos líderes comenzaron a reorientar a Bulgaria hacia Europa occidental y los Estados Unidos.

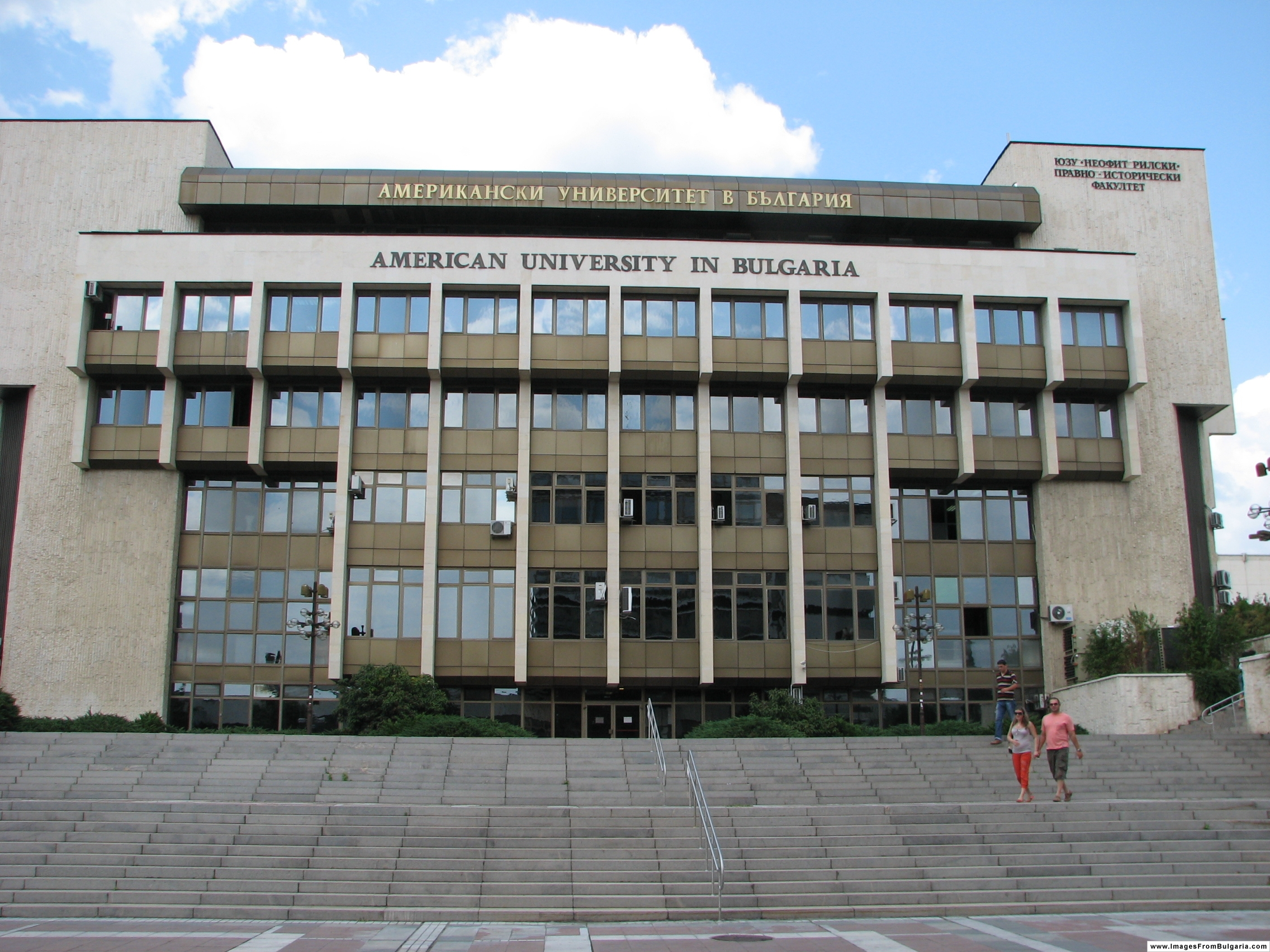
Universidad Americana en Bulgaria (En Blagoevgrad).

El Congreso de los Estados Unidos respondió a los cambios en Bulgaria y Europa del Este al aprobar la Ley de Apoyo a las Democracias de Europa del Este (SEED) en 1989, diseñado para ayudar a los países de Europa Central y del Este a construir instituciones democráticas. La ayuda extranjera del gobierno de los Estados Unidos a Bulgaria ascendió a más de $ 600 millones hasta 2007. La American University in Bulgaria fue fundada en 1991, con la asistencia del gobierno de los Estados Unidos, para brindar educación en artes liberales a estudiantes de Bulgaria y otros países balcánicos. Cuerpo de paz Los voluntarios comenzaron a llegar a Bulgaria para enseñar inglés y ayudar en el desarrollo de la comunidad, y se creó una Programa Fulbright para establecer intercambios universitarios.
Las elecciones búlgaras de junio de 1990 y octubre de 1991 llevaron a un nuevo gobierno al poder que favoreció las relaciones más estrechas con la OTAN, la UE y los Estados Unidos. El presidente búlgaro Zhelyu Zhelev visitó los Estados Unidos y conversó con el presidente de los Estados Unidos George H. W. Bush en 1990, seguido de la visita oficial a Sofía del vicepresidente de los Estados Unidos Dan Quayle. En 1999, el presidente Bill Clinton se convirtió en el primer presidente de los EE. UU. En sesión en visitar Bulgaria, hablando ante una gran multitud en la plaza Nevsky. Para demostrar su compromiso con las relaciones más estrechas con los Estados Unidos y el deseo ferviente de convertirse en miembro de la OTAN y de la Unión Europea, Bulgaria contribuyó con un contingente de tropas a la fuerza de mantenimiento de la paz de la OTAN liderada por la misión de Estados Unidos, que terminó en 2004, siguió con la participación continua en la fuerza de reacción preparada de la Fuerza de la Unión Europea (EUFOR) estacionada en el antiguo campo de la OTAN en Butmir, en Sarajevo, Bosnia y Herzegovina.

## Bulgaria y Estados Unidos durante la crisis de Kosovo
Durante la crisis de Kosovo en 1999, cuando la OTAN lanzó ataques aéreos contra Yugoslavia, el gobierno de centro-derecha en Bulgaria se puso del lado de la OTAN. Durante el bombardeo aéreo, cuatro misiles de la OTAN cayeron accidentalmente en Bulgaria. El 29 de abril de 1999, un misil antirradar de la OTAN falló su objetivo en Yugoslavia y golpeó una casa en Gorna Banja, un suburbio de Sofía, a treinta millas de distancia. El gabinete prooccidental favoreció abrir el espacio aéreo de Bulgaria a la OTAN, mientras que la oposición socialista resistió y organizó marchas de protesta. En una encuesta, el 70% estaba en contra de la guerra y este número aumentó a más del 80% al final del conflicto. La BBC informó el 1 de mayo de 1999 que "el público búlgaro está dividido entre el deseo de unirse a la OTAN y la Unión Europea y la simpatía por los compañeros eslavos y los serbios ortodoxos cristianos".

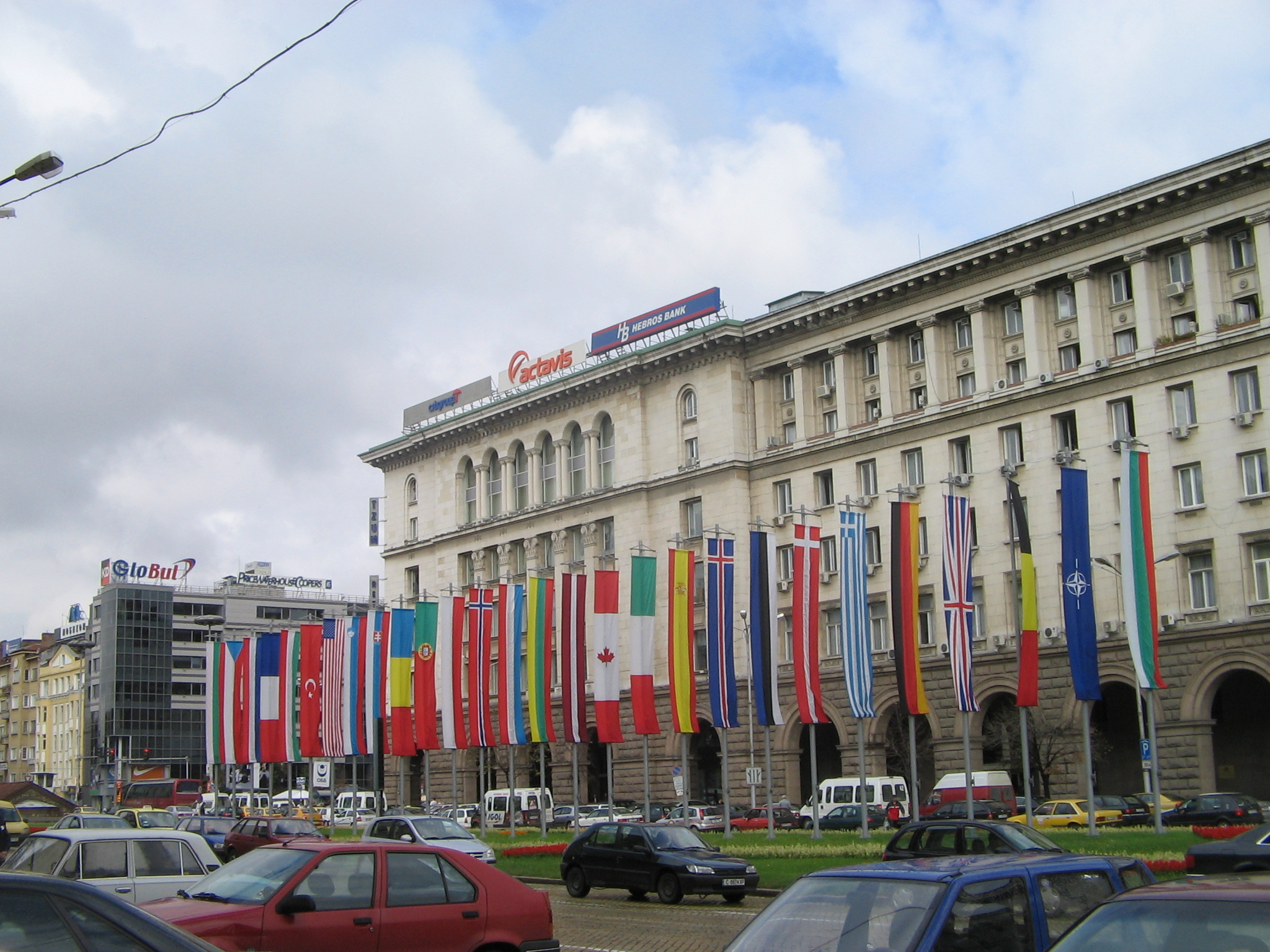
Banderas miembros de la OTAN en Sofía, Bulgaria.

El ministro de Relaciones Exteriores de Bulgaria Nadezhda Mihailova dijo en una conferencia de la OTAN que era imposible ser neutral sobre Kosovo; ella dijo que uno estaba a favor o en contra de la política yugoslava de intolerancia. También repitió la política de Bulgaria de que las fronteras de los Balcanes deben permanecer sin cambios. Ella dijo: "No queremos más balcanización de los Balcanes".
Si bien el gobierno búlgaro apoyó a la OTAN, se negó a aceptar un gran número de refugiados de Kosovo. Según el ACNUR, unos 2500 kosovares cruzaron a Bulgaria. Un número mucho mayor entró en Macedonia y Albania.
Pro-OTAN y el sentimiento europeo prevalecieron. El gobierno búlgaro también comenzó a procesar la solicitud de membresía de la OTAN y la membresía en la Unión Europea, con el apoyo de los Estados Unidos.

## Bulgaria y los Estados Unidos después del 11-S
Tras los ataques del 11 de septiembre en los Estados Unidos en 2001, el gobierno búlgaro contribuyó con tropas al contingente de la OTAN en Afganistán que derrocó a los talibanes. Las Fuerzas Armadas Búlgaras continuaron proporcionando un contingente de Soldados (una compañía reforzada) a las Fuerzas Armadas Internacionales de Estabilidad (ISAF) bajo el mando de la OTAN en Afganistán hasta diciembre de 2014.
A partir de septiembre de 2001 y concluyendo en noviembre de 2005, el Departamento de Defensa de los Estados Unidos, en cooperación con el Departamento de Estado y el embajador de los Estados Unidos, Jim Pardew, comenzó a asesorar al Ministerio de Defensa de Bulgaria en la reforma de la defensa para ayudar, capacitar y preparar el Ministerio de Defensa búlgaro y las Fuerzas Armadas para ser miembro pleno de la OTAN. Esta iniciativa de Cooperación para la Defensa, el Programa Conjunto de Modernización de la Fuerza, contó con el apoyo de los gobiernos de ambos países.
En julio de 2003, después de que Estados Unidos y sus aliados invadieran Irak, Bulgaria desplegó unos cuatrocientos soldados a la fuerza multinacional de 9,200 miembros bajo el mando polaco. El batallón búlgaro proporcionó apoyo logístico e hizo tareas de guardia en el sur de Irak. El contingente búlgaro sufrió trece soldados y seis civiles muertos, antes de que fuera retirado por el gobierno de coalición liderado por los socialistas en diciembre de 2005. Hungría y Ucrania retiraron soldados al mismo tiempo. Sin embargo, en 2006, el Parlamento búlgaro votó 151 a 15 para enviar 120 soldados y 34 personal de apoyo para vigilar el campamento de refugiados de Ashraf al norte de Bagdad.
En marzo de 2004, Bulgaria se convirtió formalmente en miembro de la OTAN. En diciembre de 2005, el secretario de Estado de los Estados Unidos Rice y el ministro de Relaciones Exteriores de Bulgaria, Kalfin, firmaron un Acuerdo de Cooperación de Defensa que permitió a las fuerzas militares de los Estados Unidos establecer Instalaciones militares conjuntas búlgaro-americanas, mediante las cuales los soldados estadounidenses podrían entrenar en tres bases militares búlgaras.
Bulgaria se unió a la Unión Europea el 1 de enero de 2007. Del 11 al 12 de junio de 2007, el presidente George W. Bush visitó Sofía para reunirse con el presidente búlgaro Georgi Parvanov, para hablar sobre una mayor cooperación militar y política. El presidente Bush elogió a Bulgaria por su gobierno democrático y su tolerancia étnica, que dijo podría servir como modelo para otros países en los Balcanes.
En 2007, el embajador de los Estados Unidos John Beyrle recorrió varias ciudades de los Estados Unidos con la embajadora de Bulgaria en los Estados Unidos, Elena Poptodorova, para alentar una mayor inversión estadounidense en Bulgaria. También alentó al gobierno búlgaro a intensificar su lucha contra la corrupción y el crimen organizado.
Bulgaria continúa participando activamente en misiones militares y tiene una estrecha asociación de seguridad con los Estados Unidos, la OTAN y la Unión Europea. Hasta octubre de 2007, Bulgaria tenía 380 soldados participando en la Misión de la OTAN en Afganistán; 152 soldados al servicio de la coalición liderada por los Estados Unidos en Irak; 35 a 40 soldados sirviendo en una misión de la OTAN en Kosovo; y unos cien soldados en una misión dirigida por la UE en Bosnia.
El Programa de viajes y viajes de verano de los Estados Unidos es otra parte importante de la relación entre los dos países. En 2007, cerca de diez mil estudiantes búlgaros recibieron visas para trabajos de verano en los Estados Unidos.

### Galería

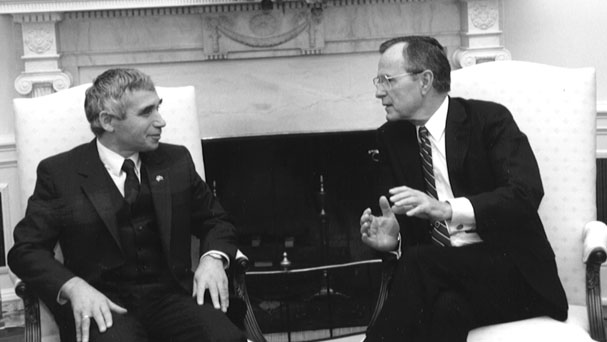
Zhelyu Zhelev, El primer presidente de Bulgaria elegido democráticamente[26] con George H. W. Bush (derecha) en 1990.